# Béatrice Bissara
Béatrice Bissara , nacida el año 1972, es una escultora francesa contemporánea.

## Datos biográficos
Beatrice Bissara estudió el máster en Ciencias de Gestión MSG (actual M1) en la Universidad Paris-Dauphine, máster en Ciencias Políticas y máster en Historia del Arte en la Sorbona, completado con cursos nocturnos en la Escuela del Louvre (fr). Después trabajó para un experto en pintura moderna y contemporánea y con un marchante de arte moderno, y finalmente en Sotheby's donde se especializó en pinturas antiguas, sobre todo de los siglos XVII y XVIII. Es a partir de 2002, cuando Beatriz Bissara decide dedicarse a la escultura. De formación autodidacta. Persigue a través de sus esculturas, habitualmente bronces figurativos, la belleza, la armonía y la delicadeza. Sus creaciones han encontrado difusión en Francia y en el extranjero desde 2005.·.